# Secusio rothi
Secusio rothi là một loài bướm đêm thuộc phân họ Arctiinae, họ Erebidae.